# 영안군
영안군 이수(靈安君 李洙, 1605년 ~ 1666년)은 조선중기의 왕족으로 덕흥대원군의 증손이며, 종실 진산군 이유령(珍山君 李有齡)의 장남이다.

## 생애
조선중기의 왕족으로 본관은 전주, 휘는 수(洙), 자는 여징(汝澄)이다. 덕흥대원군의 증손이며, 선조의 백형 하원군의 손자이다. 아버지는 종실 진산군 이유령(珍山君 李有齡)이고, 어머니는 참의(參議) 고령인(高靈人) 신응주(申應澍)의 딸로 현부인 고령신씨(縣夫人 高靈申氏)이다.
부인은 부여인(扶餘人) 서극공(徐克恭)의 딸로 현부인 부여서씨(縣夫人 扶餘徐氏)와 진사(進士) 평강인(平康人) 전익(全翊)의 딸로 현부인 평강전씨(縣夫人 平康全氏)이다.
진산군의 장남으로 을사(乙巳) 1605년(선조 38) 3월 29일 탄생하였다. 초수 영안부수(靈安副守)에 책봉받았다. 중의대부 영안군(靈安君)의 봉작을 받고 1618년(광해 10) 서궁 폐모(廢母) 정청(廷淸)에 간섭하지 않고, 결성 적정동에 돌아와 숨어 살다가, 인조 갑자년에 내전호행(內殿扈行)의 특명을 받았다.
그 후 곧 적정동에 돌아와 다시 세상에 나가지 않았다. 병오(丙午) 1666년(현종 7) 6월 7일 향년 62세로 별세하여 충남 홍성군 구항면 고정리 두견봉하 신좌로 예장하였다. 당시 사람들이 부귀의 후예이면서 성격이 고매하고 검소하며 학문이 고명하여 모두 처사(處士)라 불러 그를 추앙하였다.

## 가족 관계
- 아버지 : 진산군 이유령(珍山君 李有齡)
- 어머니(생모) : 현부인 고령신씨(縣夫人 高靈申氏), 참의(參議) 고령인(高靈人) 신응주(申應澍)의 딸.
- 어머니(계모) : 현부인 나주나씨(縣夫人 羅州羅氏), 참의(參議) 나주인(羅州人) 나회길(羅晦吉)의 딸.
- 1부인 : 현부인 부여서씨(縣夫人 扶餘徐氏), 부여인(扶餘人) 서극공(徐克恭)의 딸.
- 2부인 : 현부인 평강전씨(縣夫人 平康全氏), 진사(進士) 평강인(平康人) 전익(全翊)의 딸.
  - 장남 : 이태한(李泰漢)
  - 2남 : 이관한(李觀漢), 숙부(叔夫) 종실 의안수 이회(義安守 李淮)에게 출계.
  - 3남 : 이분한(李賁漢)
  - 4남 : 이복한(李復漢)
  - 장녀 : 이귀임(李貴妊), 도사(都事) 조진(趙瑱)에게 출가.
  - 2녀 : 이숙임(李淑妊), 벽진인(碧珍人) 이숙(李琡)에게 출가.
  - 3녀 : 이혜임(李惠妊), 승지(承旨) 초계인(草溪人) 정창위(鄭昌胃)에게 출가.
  - 4녀 : 이정임(李貞妊), 현감(縣監) 박몽석(朴夢錫)에게 출가.
  - 5녀 : 이의임(李義妊), 김남려(金南麗)에게 출가.
  - 6녀 : 이덕임(李德妊), 박세구(朴世耉)에게 출가.
- 후실
  - 5남 : 이춘한(李春漢)
  - 7녀 : 이숙정(李淑貞), 군수(郡守) 임반(林般)에게 출가.